# Арундо
Арундо (лат. Arundo) — небольшой род многолетних травянистых растений семейства Злаки (Poaceae).
Растёт часто густыми зарослями по берегам рек и на стоячих водах, в илистом грунте.

## Синонимы
- Amphidonax Nees
- Donacium Fr.
- Donax P.Beauv.
- Eudonax Fr.
- Scolochloa Mert. & W.D.J.Koch, nom. rej.

## Ботаническое описание
Это многолетние травы, с высоким (1—5 м), стройным коленчатым стеблем, очень жёстким и деревянистым, а внутри пустым — трубчатым («соломина», в чем и отличие от камыша, стебель которого плотен).
Листья — узкие, длинные, лентообразные, как у всех злаков, обхватывают стебель почти на половину своей длины.
Цветы мелкие, собраны наверху стебля густой и большой пушистой метёлкой, состоящей из множества мелких колосков по 2—7 цветков в каждом; «кроющие чешуи» почти одной длины с цветами; наружная цветочная чешуя на верхушке трёхраздельная, остистая; стерженьки колосков усажены длинными волосками; столбики длинные, на верхушке перистые.

## Виды
По информации базы данных The Plant List, род включает 5 видов:
- Arundo collina Ten.
- Arundo donax L. — Арундо тростниковый, или Тростник гигантский
- Arundo formosana Hack.
- Arundo mediterranea Danin
- Arundo plinii Turra